# IV. třída okresu Plzeň-sever
IV. třída okresu Plzeň-sever tvoří společně s ostatními skupinami čtvrté třídy nejnižší (desátou nejvyšší) fotbalovou soutěž v České republice. Je řízena Okresním fotbalovým svazem Plzeň-sever. Hraje se každý rok od léta do jara se zimní přestávkou.

## Vítězové

### III. třída okresu Plzeň-sever skupina A
| Ročník    | Vítězný tým              |
| --------- | ------------------------ |
| 2004/2005 | TJ Sparta Sulkov B       |
| 2005/2006 | TJ Baník Kamenný Újezd B |
| 2006/2007 | SK Viktoria Úlice        |
| 2007/2008 | TJ Baník Zbůch B         |
| 2008/2009 | TJ Sparta Sulkov B       |
| 2009/2010 | TJ Sokol Kozolupy B      |
| 2010/2011 | TJ Sokol Kozolupy B      |
| 2011/2012 | TJ Slovan Blatnice       |
| 2012/2013 | TJ Baník Líně B          |
| 2013/2014 | TJ Sokol Pernarec        |
| 2014/2015 | SK Všeruby B             |
| 2015/2016 | TJ Sokol Hunčice         |
| 2016/2017 | TJ Sokol Pňovany         |
| 2017/2018 |                          |

### III. třída okresu Plzeň-sever skupina B
| Ročník    | Vítězný tým          |
| --------- | -------------------- |
| 2004/2005 | TJ Sokol Manětín B   |
| 2005/2006 | Sokol Dolní Bělá     |
| 2006/2007 | Sokol Dolní Bělá     |
| 2007/2008 | TJ Sokol Mladotice B |
| 2008/2009 | Sokol Trnová         |
| 2009/2010 | Tatran Třemošná      |
| 2010/2011 | Sokol Kralovice B    |
| 2011/2012 | Sokol Kralovice B    |
| 2012/2013 | Sokol Kralovice B    |
| 2013/2014 | Tatran Třemošná B    |